# Rags (Film)
Rags ist ein US-amerikanischer Fernsehfilm, der im Auftrag von Nickelodeon produziert wurde. Der Film basiert auf dem Märchen Aschenputtel, jedoch wurde die Handlung in die heutige Zeit versetzt und der verlorene Glasschuh wurde hier durch die Demo-CD ersetzt.

## Handlung
Der Waisenjunge Charlie Prince arbeitet im „Diner“ seiner verstorbenen Mutter und lebt bei seinem lieblosen und habgierigen Stiefvater Arthur und dessen verwöhnten Söhnen Lloyd und Andrew. Doch Charlie hat einen Traum, er will unbedingt Sänger werden. Er ist stimmlich begabt und schreibt seine Lieder selbst. Eines Tages wird er von Shawn dem Toningenieur vom Majesty Records in New York gesehen, der ihm prophezeit, dass er ihn nächstes Mal auf einem Album-Cover wiedersehen werde. Daraufhin versucht Charlie alles, um die 2000 Dollar, die er zum Rückkauf des Klaviers seiner verstorbenen Mutter braucht, zu verdienen. Als Charlie für seine Stiefbrüder ein Demoband zu Majesty Records bringen soll, stößt er mit dem Superstar Kadee Worth zusammen. Kadee ist eine berühmte und internationale Sängerin und die Tochter des Majesty Records-Moguls Reginald Worth. Sie hat alles, was man sich vorstellen kann; sie kann sich die teuersten Kleider leisten, wird von allen geliebt und bewundert und ist mit dem Star Finn liiert. Doch Kadee ist nicht glücklich, da sie nur für die Öffentlichkeit mit Finn zusammen ist. Sie will endlich unabhängig sein und ihre eigene Musik machen und nicht nur die Songs ihres Vaters singen.
Nach dem Zusammenprall mit Kadee stößt Charlie auf eine Stellenanzeige als Hausmeister bei Majesty Records. Mit Hilfe von Shawn, den er dort wieder trifft, bekommt er den Job. Während der Arbeit singt er (Hands Up) und Shawn beschließt, ihm zu helfen ein Demoband aufzunehmen. Währenddessen verfolgt Kadee Charlie, da er inspirierend auf sie wirkt. Sie folgt ihm bis zum Antiquitätengeschäft und erfährt dabei, dass er, genauso wie sie, seine Mutter verloren hat. Sie zeigt ihm ihre Songs und Charlie ist von den Songs begeistert. Deshalb nimmt er Kadee mit in die Stadt, um ihr zu zeigen, dass sie auch ihre eigene Musik machen und singen kann, wenn sie es will. Sie lädt ihn aus Dankbarkeit zum Maskenball ein, aber Charlie kann nicht hingehen, da Arthur es ihm verbietet. Er selbst geht mit seinen Söhnen hin, damit diese berühmt werden sollen. Doch auch Charlie schleicht sich zum Ball. Dort gibt Shawn ihm seine Demo-CD. Als die geplante Band nicht auftreten kann, kündigt Shawn Charlie unter dem Künstlernamen Rags an. Charlie singt seinen Demosong, und alle sind begeistert, vor allem Kadee. Die beiden kommen sich näher und küssen sich, bevor Charlie fluchtartig den Ball verlässt, da Arthur die Party verlässt und nicht merken soll, dass Charlie auch auf dem Maskenball war. Das letzte was Charlie zu Kadee sagt ist, dass sie sich trauen solle, ihre eigene Musik zu machen. Beim Herausrennen verliert Charlie seine Demo-CD, die Kadee dann findet.
Kadee ist verzweifelt, da sie unbedingt herausfinden will, wer Rags ist. Sie beschließt, ein Casting zu veranstalten, in der Hoffnung die Stimme oder den Song erneut zu hören. Auch Andrew erfährt von dem Casting, da er ein Gespräch zwischen Lloyd und Charlie belauscht, in dem Lloyd Charlie sagt, dass er wisse, dass dieser Rags sei. Daraufhin beschließt Andrew selbst zu Rags zu werden. Er stiehlt das Buch, in dem Charlie seine Songs aufschreibt, und sperrt Charlie in einen Wandschrank. Dann geht er zum Casting und meint Kadee überzeugen zu können, dass er Rags ist. Charlie kann aus dem Schrank fliehen, kommt aber zu spät zum Casting. Auf der Feier für Andrew ist Charlie todunglücklich und will schon die Veranstaltung verlassen, als er von Kadee gebeten wird, noch zu bleiben. Sie geht auf die Bühne um den neuen Star Rags vorzustellen. Jedoch stellt sie nicht Andrew als Rags vor, sondern verkündet, dass Charlie in Wahrheit Rags sei. Charlie ist sprachlos und geht auf die Bühne, um Kadee zu fragen, woher sie das wisse. Sie entgegnet lächelnd, dass Rags ihr, bevor er verschwunden sei, gesagt habe, sie solle einfach sie selbst sein. Genau mit diesen Worten habe auch Charlie ihr Mut gemacht. Charlie beginnt zu singen, hält dann aber inne und bittet Kadee, nun ihre eigenen Lieder zu singen, was sie auch tut. Lloyd entschuldigt sich bei Charlie und sagt ihm, dass seine Mutter ihm das „Diner“ vererbt habe und nicht Arthur.
Kadee trennt sich von Finn und Charlie und sie verabreden sich. Die beiden erscheinen auf vielen Titelseiten von Zeitschriften. Am Ende singen sie den Song Me And You Against The World im „Diner“. Lloyd ist als Back-up-Tänzer zu sehen, während Arthur und Andrew die Toiletten reinigen müssen.

## Produktion
Im Juni 2011 wurde die Produktion des Filmes bekannt gegeben. Ebenfalls am selben Tag wurden Keke Palmer und Max Schneider für die Hauptrollen bekannt gegeben. Die Dreharbeiten fanden von Mai bis Juli 2011 in Vancouver statt.

## Besetzung und Synchronisation
| Rolle          | Schauspieler     | Synchronsprecher      |
| -------------- | ---------------- | --------------------- |
| Charlie Prince | Max Schneider    | Tim Kreuer            |
| Kadee Worth    | Keke Palmer      | Julia Kaufmann        |
| Shawn          | Drake Bell       | Benedikt Weber        |
| Finn           | Avan Jogia       | Jan Makino            |
| Lloyd          | Burkely Duffield |                       |
| Andrew         | Keenan Tracey    | Jannik Endemann       |
| Martha         | Christina Sicoli | Celine Fontanges      |
| Diego          | Zak Santiago     | Oliver Böttcher       |
| Arthur         | Robert Moloney   | Volker Hanisch        |
| Reginald Worth | Isaiah Mustafa   |                       |
| Sammi          | Tracy Spiridakos | Merete Brettschneider |

## Veröffentlichung
Fernsehen
Die Erstausstrahlung in den USA fand am 28. Mai 2012 bei Nickelodeon statt. Bei der Premiere hatte der Film 3,46 Millionen Zuschauer. In Deutschland wurde der Film am 18. August 2012 auf Nickelodeon ausgestrahlt.
DVD
In den USA ist der Film am 28. August 2012 zusammen mit Big Time Movie auf DVD erschienen.

## Soundtrack
Am 22. Mai 2012 erschien der Soundtrack zum Film, auf dem zwölf Songs von Max Schneider und Keke Palmer enthalten sind.
Das Album erreichte Platz eins der iTunes Soundtrack Charts und Platz drei der iTunes Top 100 Alben Charts.
| #   | Titel                               | Interpret                   | Länge |
| --- | ----------------------------------- | --------------------------- | ----- |
| 1.  | Me And You Against The World        | Keke Palmer & Max Schneider | 3:29  |
| 2.  | Someday (Film Version)              | Max Schneider               | 3:47  |
| 3.  | Love You And Hate You               | Keke Palmer                 | 3:18  |
| 4.  | Nothing Gets Better                 | Max Schneider               | 2:34  |
| 5.  | Stand Out (Film Version)            | Keke Palmer                 | 3:18  |
| 6.  | Hands Up                            | Max Schneider               | 2:58  |
| 7.  | Perfect Harmony                     | Keke Palmer & Max Schneider | 2:26  |
| 8.  | Look At Me Now                      | Keke Palmer                 | 3:21  |
| 9.  | Not That Different At All           | Max Schneider               | 3:25  |
| 10. | Stand Out (Album Version)           | Keke Palmer                 | 3:07  |
| 11. | Things Aren’t Always What They Seem | Keke Palmer & Max Schneider | 3:31  |
| 12. | Someday (Album Version)             | Max Schneider               | 3:47  |